# Samiopoula
Samiopoula (en griego: Σαμιοπούλα, cuya traducción literal es Pequeña Samos) es una isla griega situada al norte del mar Egeo, 0,85 km al sur de Samos, estando en su jurisdicción. Según el censo del año 2001 había en la isla 5 habitantes.
- Datos: Q1811108
- Multimedia: Samiopoula / Q1811108